# Liebesinsel (Edersee)
Die Liebesinsel ist ein ehemaliger Burgberg im Edertal bei Bringhausen im nordhessischen Landkreis Waldeck-Frankenberg. Die Insel, die durch den Bau der von 1908 bis 1914 bei Hemfurth-Edersee errichteten Edertalsperre entstand, liegt im Edersee und ist bei Vollstau das einzige stetige Eiland im größten Stausee der Eder. Auf ihr befinden sich Reste der Burg Bring.

## Geographie

### Lage
Die Liebesinsel liegt im Mittelteil des Edersees im Naturpark Kellerwald-Edersee – in nördlicher Nachbarschaft zum Nationalpark Kellerwald-Edersee. Sie befindet sich in der Bringhauser Bucht zwischen dem etwa 800 m westlich gelegenen Edertaler Gemeindeteil Bringhausen und dem rund 400 m ostnordöstlich liegenden Südwestende der Halbinsel Scheid, die zum Waldecker Stadtteil Nieder-Werbe gehört. Vom ostnordöstlich verlaufenden ursprünglichen Flussbett der Eder ist die Insel etwa 300 m entfernt.
Die Liebesinsel besteht aus einem kleinen und einem großen Eiland und ragt auch bei Vollstau des Edersees als einziges Inselchen − obgleich nur wenige Meter − aus dem Wasser des Stausees empor. Die Eilande sind von Büschen und Bäumen (z. B. alte Eichen mit über das Gestein verlaufendem Wurzelwerk) bewachsen.

### Naturräumliche Zuordnung
Die Liebesinsel gehört in der naturräumlichen Haupteinheitengruppe Westhessisches Bergland (Nr. 34) und in der Haupteinheit Kellerwald (344) zur Untereinheit Ederseetrog (344.4).

## Burg Bring
Auf dem teilweise steilen und felsigen, aber nur etwa 25 m über den Talgrund aufragenden Bringhauser Burgberg – der heutigen Liebesinsel – befand sich früher die kleine Burg Bring, auch „Burg Bringhausen“ oder „Bringhäuser Burg“ genannt. Unklar ist, wann sie erbaut wurde. Im Jahr 1196 sind die ortsadeligen Herren von Bringhausen erstmals urkundlich erwähnt, die Burg dürfte aber schon früher entstanden sein. Der Erbauer soll „Brunink“ geheißen haben, und aus „Burg Brunink“' wurde im Laufe der Zeit „Burg Bring“.
Von der Burg sind noch wenige Mauerreste erhalten, die im Wesentlichen aus einer Grundmauer bestehen. Um diese Überreste ranken sich Sagen nicht nur von Rittern, sondern auch von phantasiehaften Wesen, den Wichteln, die das Gold der Eder gehütet haben sollen.

## Altbringhausen
Westlich unterhalb der Burg Bring erstreckte sich bis zum Bau der Edertalsperre die Dorfstelle Bringhausen oder Altbringhausen. Bei genügend hohem Wasserstand des Edersees liegt sie unter Wasser. Über die Eder führte eine erst 1897 erbaute Brücke, die das Dorf mit der heutigen Halbinsel Scheid und somit auch mit der nördlich der Eder gelegenen Stadt Waldeck verband. Vom ehemaligen Dorf sind bei Niedrigwasser des Stausees wenige Mauerreste vorhanden, von der nahen ehemaligen Ederbrücke noch die Pfeiler und Widerlager.

## Tourismus
Bei Vollstau des Edersees kann die Liebesinsel per Boot, mit einer Luftmatratze oder schwimmend erreicht werden. Bei niedrigem Wasserstand des Stausees taucht zunächst westlich der Insel in der Bringhäuser Bucht eine weitere kleinere Erhebung auf, deren Spitze sich bei Vollstau etwa 5 m unter der Wasseroberfläche befindet. Bei weiter abnehmenden Wasserständen sind dann beide Inseln zu Fuß erreichbar. Dies ist in den meisten Jahren im Spätsommer und Herbst möglich. Dabei werden auch Reste von Altbringhausen sichtbar. Bei sehr niedrigen Wasserständen, wie beispielsweise im Herbst 2003 und Herbst 2008, sind auch die Pfeilerreste der Brücke Bringhausen nebst dem alten Flussbett der Eder wieder sichtbar.

## Bildergalerie

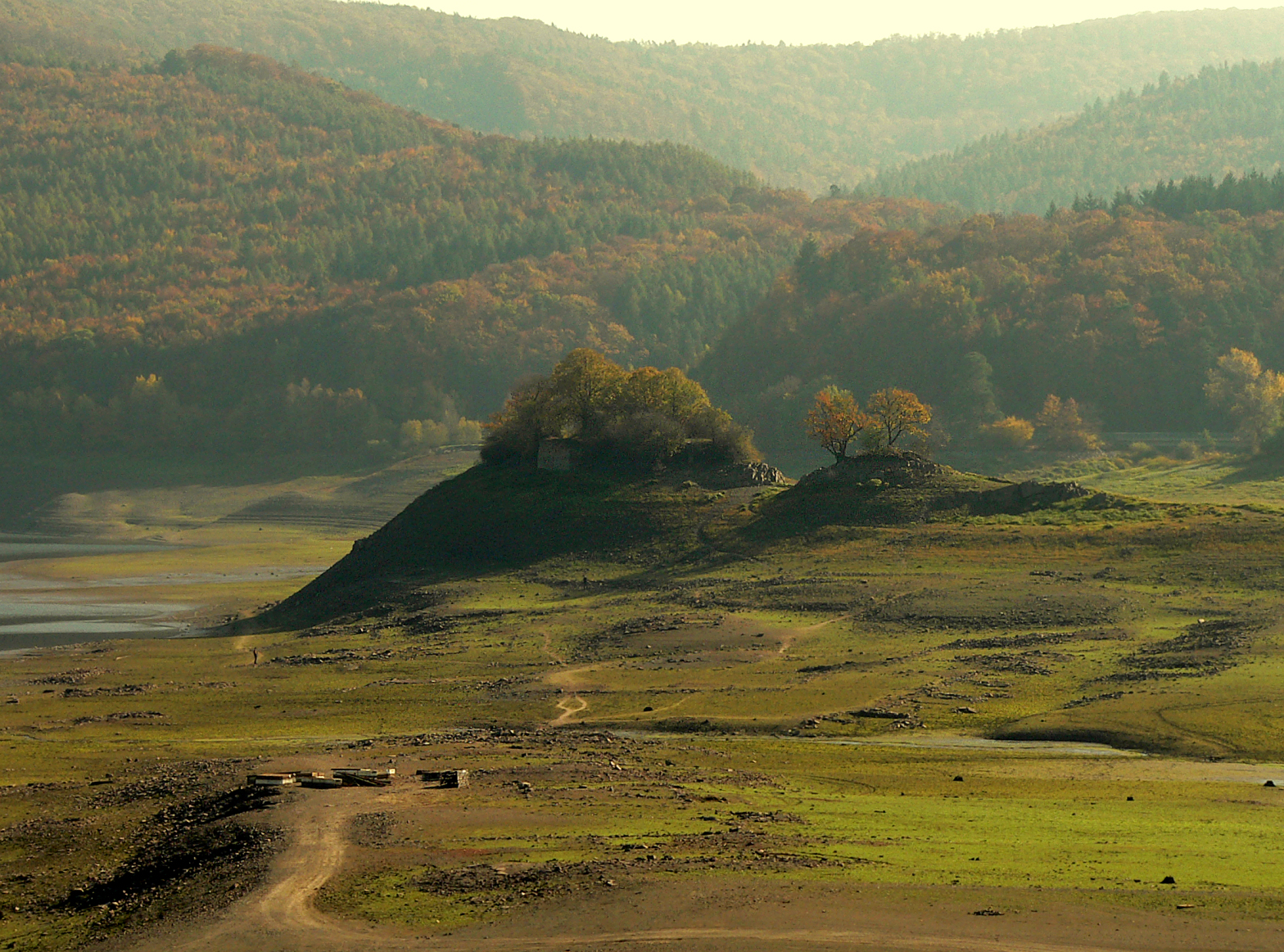
Liebesinsel mit benachbarter Erhöhung, im Vordergrund Steinreste von Altbringhausen (extremes Niedrigwasser, Oktober 2008)
Bei Niedrigwasser (Oktober 2008)
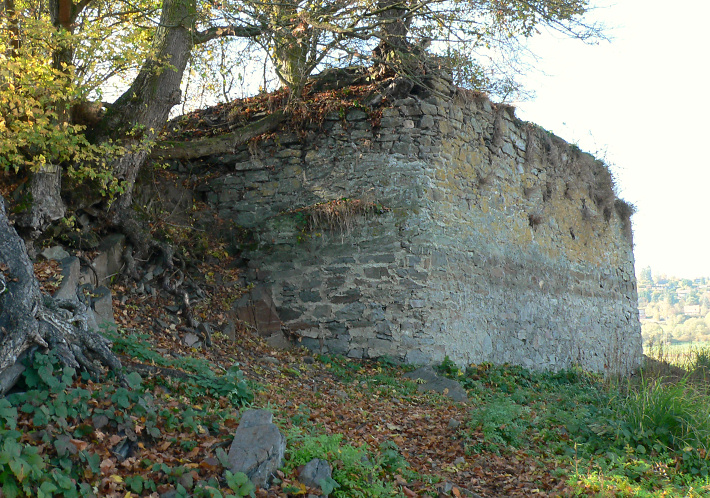
Grundmauern als letzte Steinreste der Burg Bring